# Handball-FDGB-Pokal 1984/85
Der Handball-FDGB-Pokal der Herren wurde mit der Saison 1984/85 zum 15. Mal ausgetragen. Ungeschlagen sicherte sich der SC Empor Rostock beim Endrunden-Turnier in eigener Halle seinen dritten Titel nach 1980 und 1981. Damit qualifizierten sich die Rostocker auch für den Europapokal der Pokalsieger.

## Teilnehmende Mannschaften
Für den FDGB-Pokal hatten sich folgende 50 Mannschaften qualifiziert:
| DDR-Oberliga die 10 Vereine der Saison 1984/85 | DDR-Liga die 24 Vereine der Saison 1984/85 | Bezirkspokalvertreter die 16 Vereine aus der Saison 1983/84 |
| - SC Magdeburg (TV) - SC Dynamo Berlin - SC Leipzig - SC Empor Rostock - ASK Vorwärts Frankfurt/O. - BSG Motor Eisenach - SG Dynamo Halle-Neustadt - BSG Post Schwerin - SG Lok/Motor Süd-Ost Magdeburg - ASG Offiziershochschule Löbau (TV) – Titelverteidiger | Staffel Nord - BSG ZAB Dessau - SC Dynamo Berlin II - BSG Chemie Premnitz - ASK Vorwärts Frankfurt/O. II - BSG Stahl Eisenhüttenstadt - SG Stahl Brandenburg/Kirchmöser - BSG EAW Treptow - SC Empor Rostock II - BSG Lokomotive RAW Cottbus - TSG Bau Rostock - BSG Post Schwerin II - HSG PH Potsdam Staffel Süd - BSG Wismut Aue - BSG Einheit Halle-Neustadt - SC Magdeburg II - SC Leipzig II - SG Dynamo/Motor Staßfurt - SG Dynamo Suhl-Mitte - BSG Wismut Ronneburg - BSG Grubenlampe Zwickau - SG Dynamo Halle-Neustadt II - BSG Chemie Piesteritz - HSG Wissenschaft Freiberg - BSG Obertrikotagen Apolda | - Bezirk Rostock HSG Wissenschaft WPU Rostock - Bezirk Schwerin ASG Vorwärts Hagenow - Bezirk Neubrandenburg BSG Einheit/Sirokko Neubrandenburg - Bezirk Potsdam BSG Motor Hennigsdorf - Ost-Berlin BSG Rotation Prenzlauer Berg - Bezirk Frankfurt (Oder) BSG Schichtpresstoffwerk Bernau - Bezirk Magdeburg BSG Post Magdeburg - Bezirk Halle BSG Einheit Halle-Neustadt II - Bezirk Leipzig BSG Motor Nord Leipzig BSG Traktor Glesien - Bezirk Cottbus BSG Traktor Sacro - Bezirk Dresden ASG Offiziershochschule Löbau II - Bezirk Karl-Marx-Stadt BSG Motor Meerane - Bezirk Erfurt BSG Motor Eisenach II - Bezirk Gera BSG Motor Hermsdorf - Bezirk Suhl BSG Traktor Breitungen |

## Modus
In der ersten und zweiten Hauptrunde, die im K.-o.-System ausgespielt wurde, nahmen die Mannschaften aus der Handball-DDR-Liga und qualifizierte Bezirkspokalvertreter teil. In beiden Runden hatten die Bezirksvertreter Heimvorteil gegenüber den DDR-Liga-Mannschaften. Ab der dritten Hauptrunde gab es Hin- und Rückspiele und die zehn Mannschaften aus der Handball-DDR-Oberliga kamen dazu. Die Oberliga-Kollektive wurden den Siegern der 2. Hauptrunde zugelost und hatten in der Regel zuerst Heimrecht. In der vierten Hauptrunde wurden die fünf bestplatzierten Mannschaften der abgelaufenen Oberligasaison so gesetzt, dass sie nicht aufeinandertrafen. Nach dieser Runde ermittelten dann die letzten fünf Mannschaften in einem Endrunden-Turnier den Pokalsieger.

## 1. Hauptrunde
| Datum             |                                    | Ergebnis    |                                 |
| ----------------- | ---------------------------------- | ----------- | ------------------------------- |
| Sa 29.09., 14:30  | BSG Rotation Prenzlauer Berg       | 31:26       | ASG Vorwärts Hagenow            |
| Sa 29.09., 14:30  | BSG Motor Hennigsdorf              | 13:26       | TSG Bau Rostock                 |
| Sa 29.09., 14:30  | BSG Motor Meerane                  | 23:22       | SG Dynamo/Motor Staßfurt        |
| Sa 29.09., 16:00  | SC Magdeburg II                    | 28:26       | BSG Post Schwerin II            |
| Sa 29.09., 16:00  | BSG Einheit/Sirokko Neubrandenburg | 25:27       | SC Empor Rostock II             |
| Sa 29.09., 16:00  | BSG EAW Treptow                    | 17:25       | SG Stahl Brandenburg/Kirchmöser |
| Sa 29.09., 16:00  | HSG Wissenschaft WPU Rostock       | 20:25       | SC Dynamo Berlin II             |
| Sa 29.09., 16:00  | ASK Vorwärts Frankfurt/O. II       | 33:90       | HSG PH Potsdam                  |
| Sa 29.09., 16:00  | BSG Schichtpresstoffwerk Bernau    | 19:34       | BSG Chemie Premnitz             |
| Sa 29.09., 16:00  | BSG Post Magdeburg                 | 22:23       | BSG Stahl Eisenhüttenstadt      |
| Sa 29.09., 16:00  | BSG Obertrikotagen Apolda          | 15:17       | BSG Wismut Aue                  |
| Sa 29.09., 16:00  | SC Leipzig II                      | 23:22 n. V. | SG Dynamo Halle-Neustadt II     |
| Sa 29.09., 16:00  | BSG Chemie Piesteritz              | 27:18       | SG Dynamo Suhl-Mitte            |
| Sa 29.09., 16:00  | BSG Lokomotive RAW Cottbus         | 22:16       | BSG Wismut Ronneburg            |
| Sa 29.09., 16:00  | BSG ZAB Dessau                     | 28:23       | BSG Einheit Halle-Neustadt      |
| Sa 29.09., 16:00  | BSG Traktor Breitungen             | 23:25       | BSG Motor Eisenach II           |
| Sa 29.09., 16:00  | ASG Offiziershochschule Löbau II   | 29:22       | BSG Einheit Halle-Neustadt II   |
| Di 0.2.10., __:__ | HSG Wissenschaft Freiberg          | 26:27       | BSG Grubenlampe Zwickau         |
| Sa 06.10., 16:00  | BSG Motor Nord Leipzig             | 22:19       | BSG Traktor Sacro               |
| 0                 | BSG Motor Hermsdorf                | 14:20       | BSG Traktor Glesien             |

## 2. Hauptrunde
| Datum            |                                  | Ergebnis |                              |
| ---------------- | -------------------------------- | -------- | ---------------------------- |
| Sa 12.01., 16:00 | SC Dynamo Berlin II              | 22:18    | SC Empor Rostock II          |
| Sa 12.01., 16:00 | SG Stahl Brandenburg/Kirchmöser  | [ H2 1 ] | BSG Lokomotive RAW Cottbus   |
| Sa 12.01., 16:00 | BSG Stahl Eisenhüttenstadt       | 19:18    | ASK Vorwärts Frankfurt/O. II |
| Sa 12.01., 16:00 | BSG Chemie Premnitz              | 30:17    | SC Magdeburg II              |
| Sa 12.01., 16:00 | BSG Rotation Prenzlauer Berg     | 29:19    | TSG Bau Rostock              |
| Sa 12.01., 16:00 | BSG Motor Meerane                | 22:24    | BSG ZAB Dessau               |
| Sa 12.01., 16:00 | BSG Motor Eisenach II            | 27:30    | BSG Grubenlampe Zwickau      |
| Sa 12.01., 16:00 | ASG Offiziershochschule Löbau II | 25:23    | BSG Chemie Piesteritz        |
| Sa 12.01., 16:00 | BSG Motor Nord Leipzig           | 21:32    | BSG Wismut Aue               |
| Sa 12.01., 16:00 | BSG Traktor Glesien              | 32:24    | SC Leipzig II                |

1. ↑  Brandenburg/Kirchmöser kam kampflos weiter

## 3. Hauptrunde
| Datum                   |                                | Gesamt |                                  | Hinspiel | Rückspiel |
| ----------------------- | ------------------------------ | ------ | -------------------------------- | -------- | --------- |
| Sa 18. Mai / Sa 25. Mai | BSG Chemie Premnitz            | 33:50  | ASK Vorwärts Frankfurt/O.        | 18:27    | 15:23     |
| Sa 18. Mai / Sa 25. Mai | SG Lok/Motor Süd-Ost Magdeburg | 38:35  | BSG Rotation Prenzlauer Berg     | 18:16    | 20:19     |
| Sa 18. Mai / Sa 25. Mai | BSG Stahl Eisenhüttenstadt     | 37:55  | SC Dynamo Berlin                 | 20:33    | 17:32     |
| Sa 18. Mai / Sa 25. Mai | SC Leipzig                     | 49:36  | BSG Grubenlampe Zwickau          | 22:17    | 27:19     |
| Sa 18. Mai / Sa 25. Mai | ASG Offiziershochschule Löbau  | 37:48  | BSG Wismut Aue                   | 18:19    | 19:29     |
| Sa 18. Mai / Sa 25. Mai | SC Empor Rostock               | 53:35  | SG Stahl Brandenburg/Kirchmöser  | 29:17    | 24:18     |
| Sa 18. Mai / Mi 22. Mai | BSG Post Schwerin              | 51:45  | BSG ZAB Dessau                   | 31:20    | 20:25     |
| Sa 18. Mai / Sa 25. Mai | SG Dynamo Halle-Neustadt       | 67:48  | ASG Offiziershochschule Löbau II | 34:25    | 33:23     |
| Sa 18. Mai / Sa 25. Mai | SC Magdeburg                   | 55:34  | SC Dynamo Berlin II              | 31:14    | 24:20     |
| Sa 18. Mai / Sa 25. Mai | BSG Motor Eisenach             | 61:39  | BSG Traktor Glesien              | 30:20    | 31:19     |

## 4. Hauptrunde
| Datum                   |                                | Gesamt |                          | Hinspiel | Rückspiel |
| ----------------------- | ------------------------------ | ------ | ------------------------ | -------- | --------- |
| Sa 1. Juni / Sa 8. Juni | SC Magdeburg                   | 52:40  | BSG Motor Eisenach       | 31:16    | 21:24     |
| Sa 1. Juni / Sa 8. Juni | SG Lok/Motor Süd-Ost Magdeburg | 38:53  | SC Empor Rostock         | 22:25    | 16:28     |
| Sa 1. Juni / Sa 8. Juni | BSG Post Schwerin              | 46:50  | SC Dynamo Berlin         | 26:30    | 20:20     |
| Sa 1. Juni / Sa 8. Juni | SC Leipzig                     | 47:38  | BSG Wismut Aue           | 28:16    | 19:22     |
| Sa 1. Juni / Sa 8. Juni | ASK Vorwärts Frankfurt/O.      | 49:38  | SG Dynamo Halle-Neustadt | 25:21    | 24:17     |

## Endrunde
Die Endrunde fand vom 12. bis 16. Juni 1985 in der Rostocker Sport- und Kongresshalle statt.

### Spiele
1. Spieltag:
| Datum            |                  | Ergebnis |                           |
| ---------------- | ---------------- | -------- | ------------------------- |
| Mi 12.06., 17:00 | SC Empor Rostock | 22:17    | SC Leipzig                |
| Mi 12.06., 18:30 | SC Dynamo Berlin | 24:20    | ASK Vorwärts Frankfurt/O. |
| Spielfrei:       | SC Magdeburg     |          |                           |

2. Spieltag:
| Datum            |                  | Ergebnis |                           |
| ---------------- | ---------------- | -------- | ------------------------- |
| Do 13.06., 17:30 | SC Leipzig       | 25:25    | ASK Vorwärts Frankfurt/O. |
| Do 13.06., 18:45 | SC Empor Rostock | 30:23    | SC Magdeburg              |
| Spielfrei:       | SC Dynamo Berlin |          |                           |

3. Spieltag:
| Datum            |                           | Ergebnis |                  |
| ---------------- | ------------------------- | -------- | ---------------- |
| Fr 14.06., 17:30 | SC Magdeburg              | 27:22    | SC Leipzig       |
| Fr 14.06., 18:45 | SC Dynamo Berlin          | 23:25    | SC Empor Rostock |
| Spielfrei:       | ASK Vorwärts Frankfurt/O. |          |                  |

4. Spieltag:
| Datum            |                           | Ergebnis |                  |
| ---------------- | ------------------------- | -------- | ---------------- |
| Sa 15.06., 15:30 | SC Leipzig                | 17:22    | SC Dynamo Berlin |
| Sa 15.06., 16:45 | ASK Vorwärts Frankfurt/O. | 26:33    | SC Magdeburg     |
| Spielfrei:       | SC Empor Rostock          |          |                  |

5. Spieltag:
| Datum            |                           | Ergebnis |                  |
| ---------------- | ------------------------- | -------- | ---------------- |
| So 16.06., 10:15 | ASK Vorwärts Frankfurt/O. | 22:25    | SC Empor Rostock |
| So 16.06., 11:30 | SC Magdeburg              | 25:30    | SC Dynamo Berlin |
| Spielfrei:       | SC Leipzig                |          |                  |

### Abschlusstabelle
| Pl. | Verein                    | Sp. | S | U | N | Tore    | Diff. | Punkte |
| --- | ------------------------- | --- | - | - | - | ------- | ----- | ------ |
| 1.  | SC Empor Rostock          | 4   | 4 | 0 | 0 | 102:850 | +17   | 08:0   |
| 2.  | SC Dynamo Berlin          | 4   | 3 | 0 | 1 | 099:870 | +12   | 06:20  |
| 3.  | SC Magdeburg              | 4   | 2 | 0 | 2 | 100:100 | ±0    | 04:40  |
| 4.  | SC Leipzig                | 4   | 0 | 1 | 3 | 081:960 | −15   | 01:70  |
| 5.  | ASK Vorwärts Frankfurt/O. | 4   | 0 | 1 | 3 | 093:107 | −14   | 01:70  |

1. 1 2  Bei Punktgleichheit entscheiden zuerst die Spiele gegeneinander und falls nötig, danach die Partien gegen den Nächstplatzierten.

### FDGB-Pokalsieger
| 1.                        | SC Empor Rostock |
| ------------------------- | --- |
| Logo vom SC Empor Rostock | - Tor: Michael Blank, Andreas Rohde, Jürgen Rohde - Feldspieler: Frank Seydel (1/–), Rüdiger Borchardt (28/6), Fred Radig (2/–), Tilo Strauch (4/–), Frank-Michael Wahl (33/2) , Udo Dreyer (16/–), Holger Langhoff (8/–), Christian Langner (4/–), Mario Wille (3/–), Michael Wemuth (3/–) – (Tore/7 m) - Trainer: Klaus Langhoff |

### Torschützenliste
Torschützenkönig des Endturniers wurde Frank-Michael Wahl vom SC Empor Rostock mit 33 Toren.
|    | Spieler            | Verein                    | Tore / 7 m |
| -- | ------------------ | ------------------------- | ---------- |
| 1. | Frank-Michael Wahl | SC Empor Rostock          | 33 / 02    |
| 2. | Rüdiger Borchardt  | SC Empor Rostock          | 28 / 06    |
| 3. | Mike Fuhrig        | SC Leipzig                | 26 / 10    |
| 4. | Olaf Pleitz        | ASK Vorwärts Frankfurt/O. | 24 / 10    |
| 5. | Heiko Bonath       | SC Dynamo Berlin          | 21 / 0–    |
| 5. | Stephan Hauck      | SC Dynamo Berlin          | 21 / 03    |
| 5. | Andreas Wigrim     | SC Dynamo Berlin          | 21 / 06    |
| 5. | Hartmut Krüger     | SC Magdeburg              | 21 / 09    |
| 9. | Peter Pysall       | SC Magdeburg              | 20 / 03    |